# Federico Andueza
Federico Andueza, vollständiger Name Federico Andueza Velazco, (* 25. Mai 1997 in Juan Lacaze) ist ein uruguayischer Fußballspieler.

## Karriere
Der 1,89 Meter große Defensivakteur Andueza steht seit der Saison 2014/15 im Kader des uruguayischen Erstligisten Montevideo Wanderers. Sein Debüt in der Primera División feierte er am 15. März 2015 mit einem Startelfeinsatz bei der 1:2-Heimniederlage gegen den Club Atlético Atenas. In der Spielzeit 2014/15 wurde er einmal (kein Tor) in der höchsten uruguayischen Spielklasse eingesetzt. In der Saison 2015/16 folgte ein weiterer Erstligaeinsatz (kein Tor). Während der Spielzeit 2016 wurde er nicht eingesetzt. In der laufenden Saison 2017 absolvierte er bislang (Stand: 11. August 2017) drei Ligaspiele (kein Tor) und zwei Partien (kein Tor) in der Copa Libertadores 2017.